# Kegeln

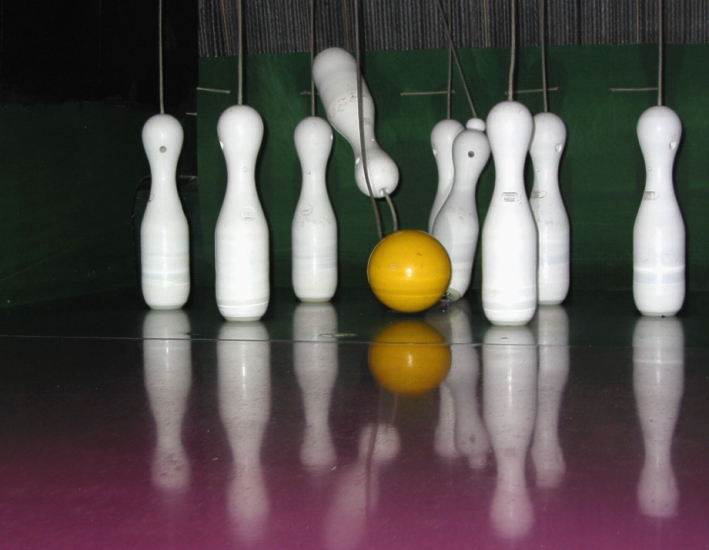
Eine Kugel trifft die Kegel

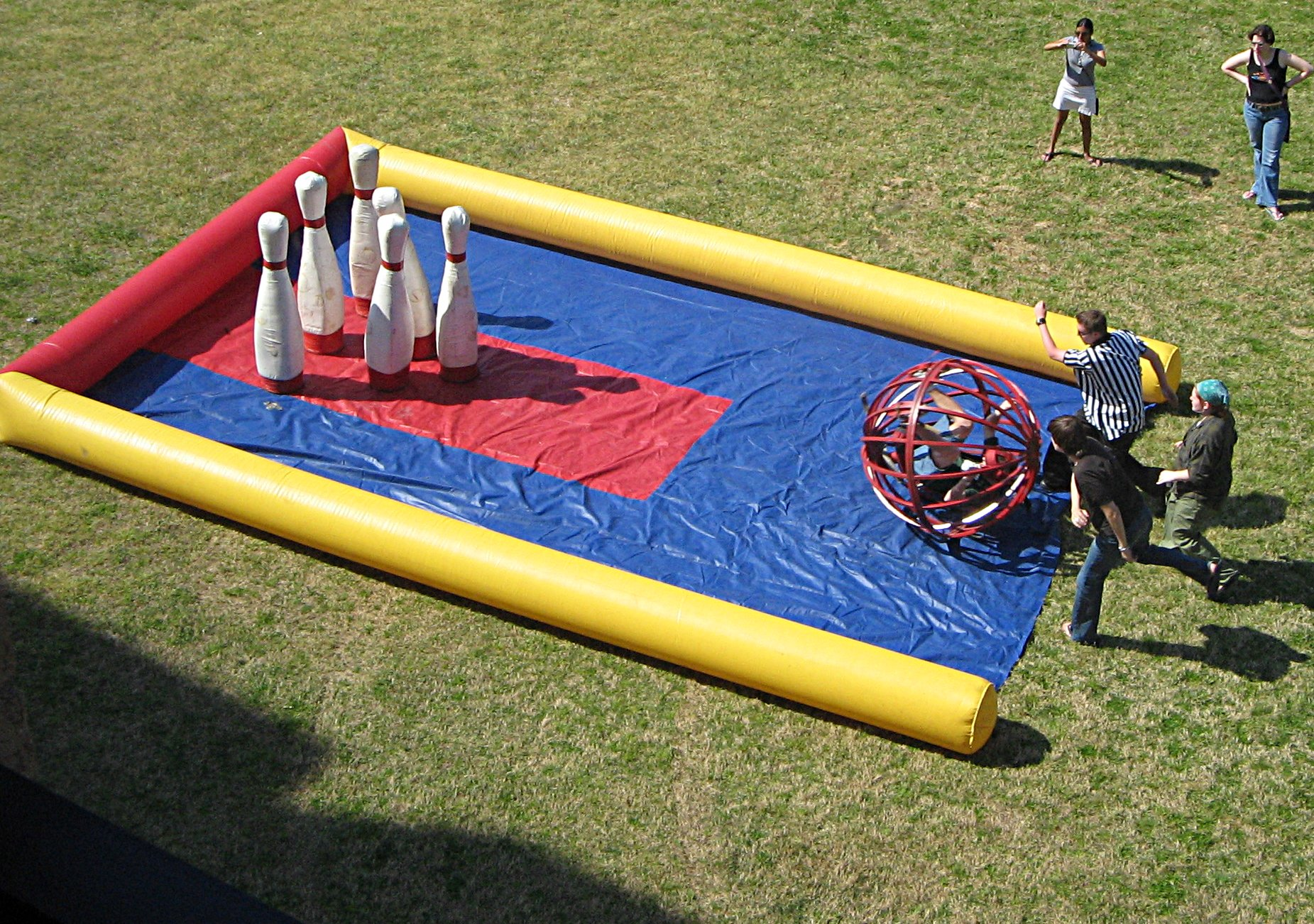
Variante im Freien als Spaßsport mit „lebenden Kugeln“

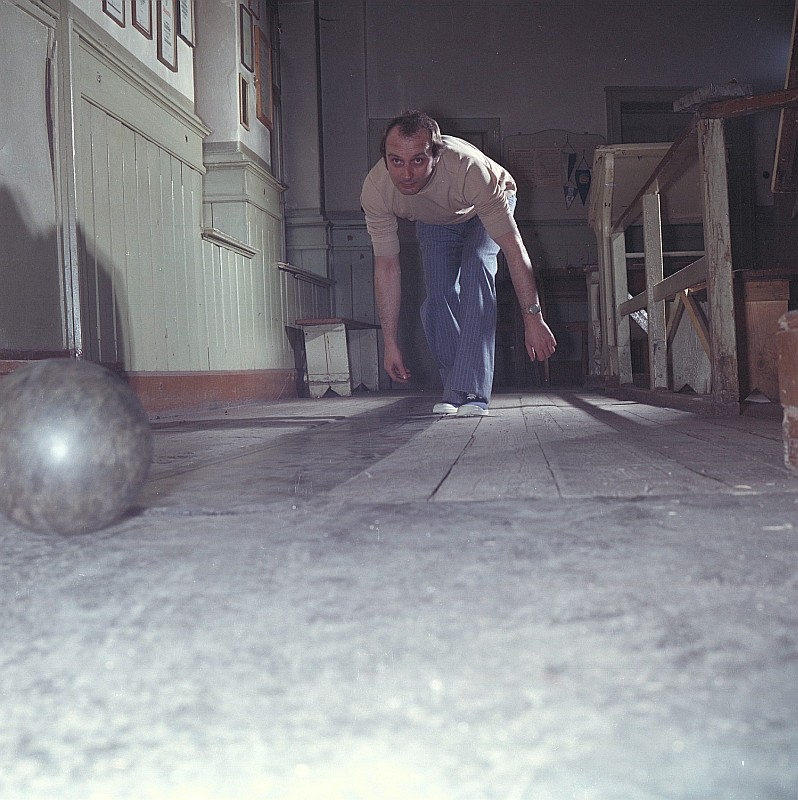
Kegelbahn (DDR 1976)

Kegeln ist eine Präzisionssportart, bei der ein Spieler von einem Ende einer glatten Bahn aus (Kegelbahn) mit kontrolliertem Schwung eine Kugel ins Rollen bringt, um die am anderen Ende der Bahn aufgestellten neun Kegel umzulegen. Die Kegel sind dabei gleichmäßig in Form eines Quadrats angeordnet, das auf der Spitze steht (quadratische Raute). Aus dem Kegeln hervorgegangen und daher eng mit ihm verwandt ist das Bowling, bei dem zehn Kegel (Pins) in Form eines gleichseitigen Dreiecks aufgestellt werden.
Das Kegeln entwickelte sich in Europa über viele Jahrhunderte aus volkstümlichen Spielen im Freien. Heute ist es in zahlreichen Ländern der Welt verbreitet und findet in seiner modernen Form in speziell ausgestatteten Innenräumen und Hallen statt. Kegeln wird wie Bowling als Leistungs- und Breitensport betrieben, ist aber als Freizeitspiel noch weitaus populärer.

## Geschichte

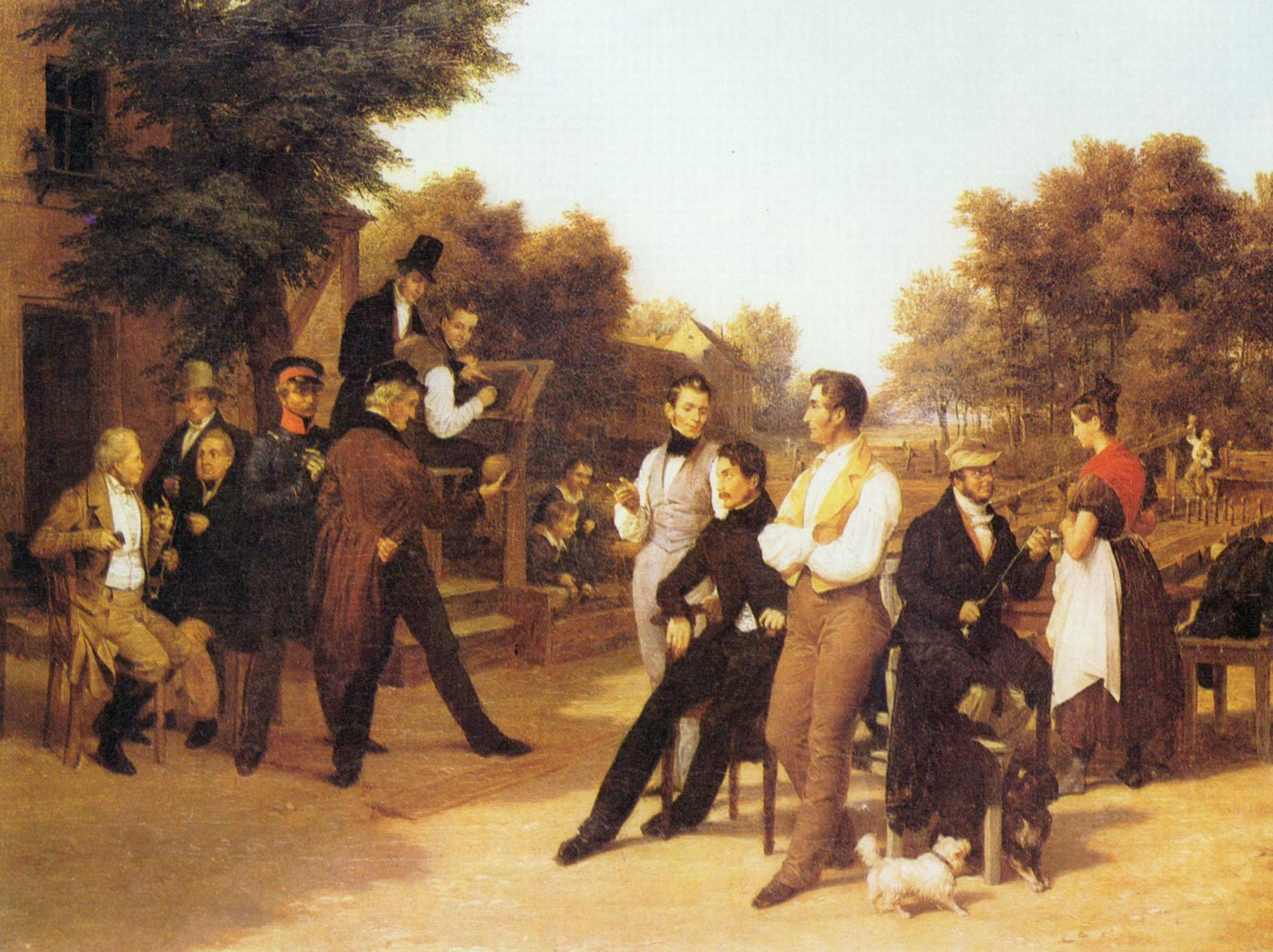
Friedrich Eduard Meyerheim: Die Kegelgesellschaft, 1834

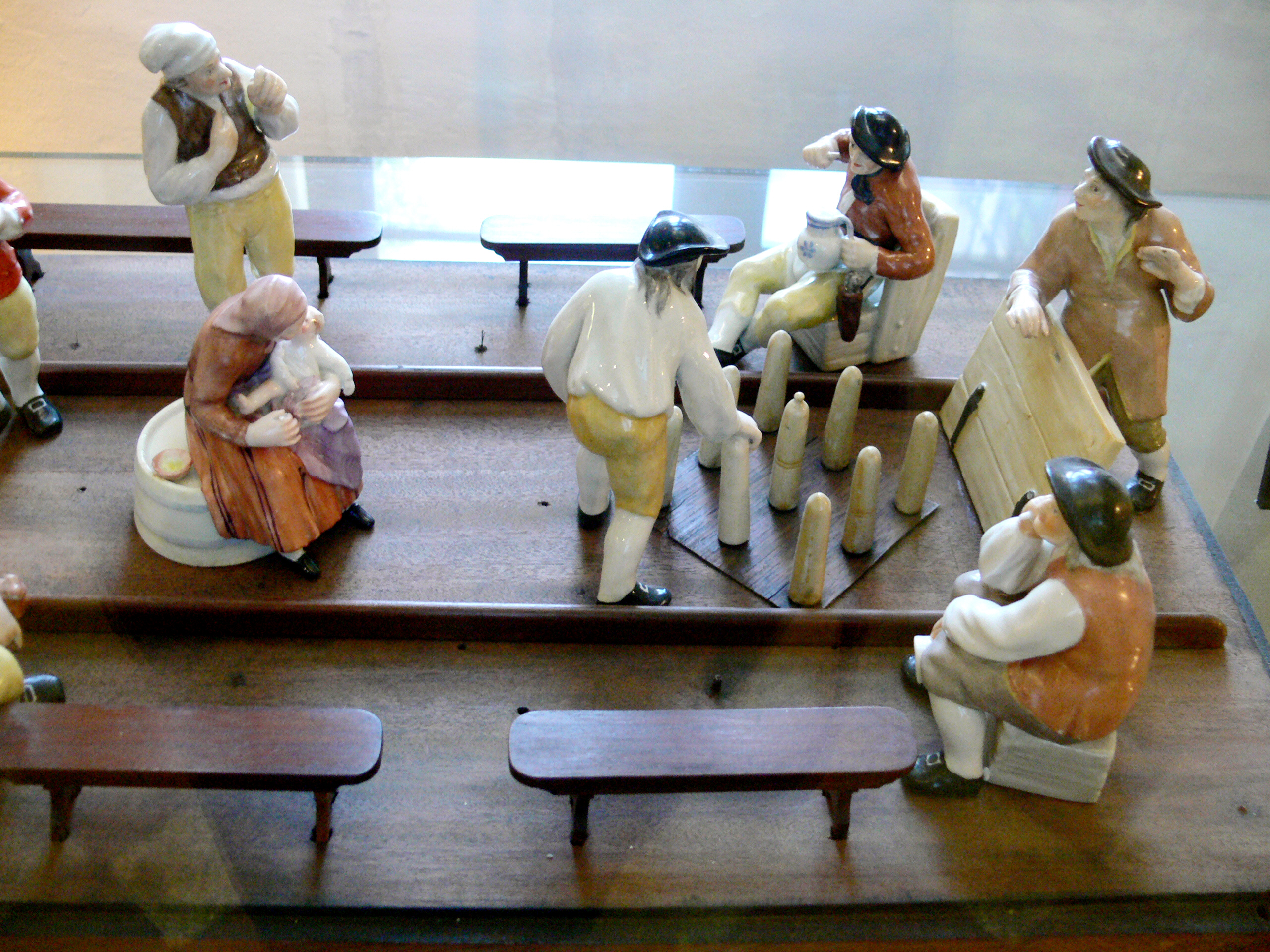
Kegelbahn (Keramikfiguren, Museum für Thüringer Volkskunde Erfurt)

### Altertum
Das Kegelspiel ist eine der ältesten Sportarten. Vorläufer gab es bereits im antiken Ägypten. Bei archäologischen Ausgrabungen fand man Teile eines Kinderkegelspiels aus der Zeit um 3500 vor unserer Zeitrechnung und Wandreliefs in Grabstätten, die Spielszenen darstellen. Als Urform des heutigen Kegelns werden die Zielwurfspiele germanischer Stämme in Mitteleuropa vermutet, bei denen mit Steinen auf Knochen geworfen wurde. Aufgrund der bisher nicht nachgewiesenen Kontinuität können diese aber noch nicht als unmittelbare Vorläufer angesehen werden.

### Mittelalter
Hingegen legen etymologische Untersuchungen zum Wort Kegel (althochdeutsch chegil) nahe, dass Vorformen des heutigen Kegelns schließlich im frühen Mittelalter entstanden. Seit dem 12. Jahrhundert sind volkstümliche Kegelspiele durchgehend belegt. Erstmals wird 1157 in der Chronik von Rothenburg ob der Tauber Kegeln als verbreitetes Volksvergnügen geschildert. In Xanten am Niederrhein ist für das Jahr 1300 eine Kegelgilde belegt, deren Einnahmen dem Bau der Stiftskirche zugutekamen. Zu dieser Zeit stand indessen nicht der sportliche Aspekt im Vordergrund, sondern das Abschließen von Wetten. In der Folge sind gesetzliche Regelungen dokumentiert, die das Glücksspiel einzudämmen versuchten und auf diese Weise das Kegeln in einen Zusammenhang mit Karten- und Würfelspielen brachten. Immer wieder wurde das Kegelspiel ganz verboten, so in England unter Richard II. und nach einer Überlieferung 1370 in Deutschland und Frankreich. Auch während der Reformation versuchten protestantische Obrigkeiten, herrschende Kegel(un)sitten zu beseitigen. Basel untersagte 1529 das vormittägliche Kegeln an Sonn- und Feiertagen.
Dies alles konnte die zunehmende Beliebtheit des Kegelspiels nicht nachhaltig einschränken. Für das 15. Jahrhundert belegen zahlreiche Quellen, dass ein „Kegelreyß“ oder „Kegelplatz“ wie eine Tanzlaube in fast jeder Gemeinde zu den Orten gehörte, wo die Menschen ihre Vergnügungen feierten. Vom Kegel-„Platz“ abgeleitet ist das „Platzen“ als geläufige Bezeichnung für das Kegeln (siehe Platzbahnkegeln). Obwohl es wie die meisten Spiele als Gotteslästerung galt, wurde Kegeln auch in Klöstern praktiziert und hier oft „Heidentöten“ genannt: die aufgestellten kurzen Holzsäulen wurden von den Mönchen als heidnische Götter und Dämonen behandelt, die sie mit Steinen oder Holzkugeln umwarfen. Bald wurde das Kegelspiel Bestandteil der großen Volksfeste. 1509 berichtet ein Mathias Hirt vom Augsburger Schützenfest, dass Adel, Klerus, Handwerker und Bauern gemeinsam dem Kegelspiel nachgingen. 1516 schätzte ein Chronist beim „Eßlinger Schießen“ die Teilnehmerzahl des Kegelns auf 1500. Durch die mess- und zählbaren Leistungen im Kegeln gehörte es frühzeitig zu den Sportarten, auch wenn vor allem bei unebenem Untergrund ein Zufallselement immer präsent war.

### Neuzeit

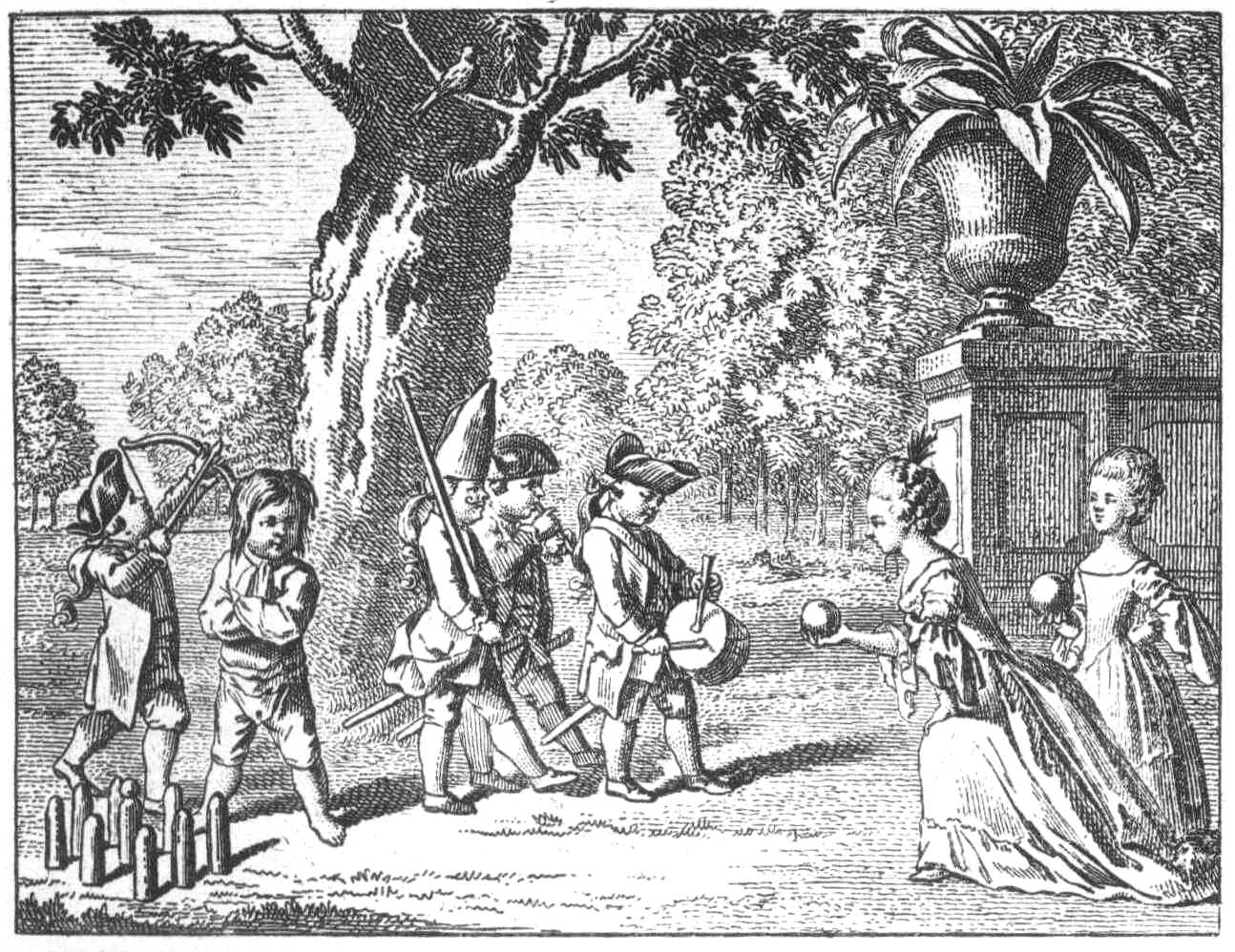
Kegelschieben als Kinderspiel, Kupferstich von Daniel Chodowiecki 1774

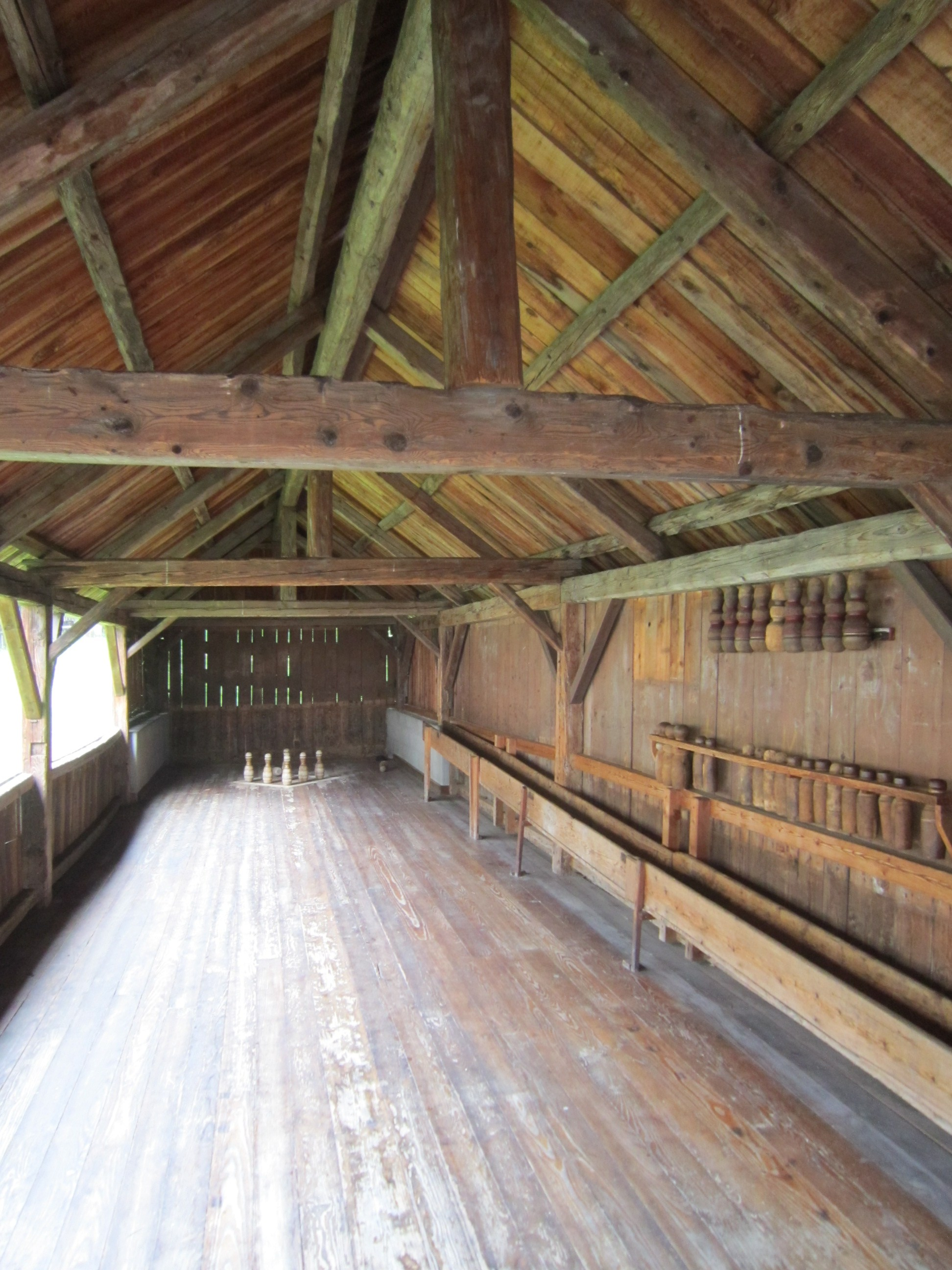
Historische Kegelbahn im Südtiroler Landesmuseum für Volkskunde in Dietenheim

Bis ins 18. Jahrhundert wurde ausnahmslos im Freien gespielt. Kegeln fehlte auf keinem Jahrmarkt und auf keiner größeren Hochzeit. Noch immer ging es oftmals um Gut und Geld. Auch die höfische Welt des Rokoko vergnügte sich beim Kegeln. 1786 beschrieb der Berliner Mediziner und Gelehrte Johann Georg Krünitz in seinem Lexikon erstmals „13 Regeln für das Kegelspiel“, die teilweise heute noch gelten, etwa dass nicht übertreten werden darf und die Kugel vor einer bestimmten Markierung aufgesetzt werden muss. Friedrich Schiller und Johann Wolfgang von Goethe waren begeisterte Anhänger des Kegelns.
Deutsche Auswanderer trugen das Kegeln in die Herzegowina, ins Banat und nach Siebenbürgen, aber auch in ferne Länder wie Brasilien und Australien. Engländer und Niederländer brachten das Kegelspiel in die Vereinigten Staaten, wo es sich sehr schnell weit verbreitete. 1837 soll ein Verbot des herkömmlichen Neun-Kegel-Spiels in Hartfurt (Connecticut) die Entwicklung des Bowlings angestoßen haben: Um das Verbot zu unterlaufen, seien einige Änderungen vorgenommen und insbesondere den neun Kegeln ein zehnter hinzugefügt sowie ihre quadratische Anordnung in ein Dreieck abgewandelt worden sein. Manche sehen jedoch die englische „Skittle Alley“ als Vorläufer des heutigen Bowling. Dafür spricht, dass sich bis heute in den Vereinigten Staaten das „Candlepin-Bowling“ als Sonderform mit erhalten hat. Ähnliche Kegel werden in England bis heute verwendet, sind in Deutschland jedoch unbekannt.
Anfang bis Mitte des 19. Jahrhunderts diente die Gründung fester Kegelgemeinschaften zunächst der Unterstützung Bedürftiger. Doch rasch trat der sportliche Gedanke mehr und mehr in den Vordergrund. Das Sportkegeln wurde geboren und verbreitete sich rasant. 1884 kam es im Ruhrgebiet zu einem ersten überregionalen Zusammenschluss. 1885 wurde im sächsischen Dresden der Zentralverband deutscher Kegelklubs ins Leben gerufen. Er veranstaltete ab 1886 „Bundesfeste“ auf Asphalt- und Bohlebahnen. Ein einheitliches Regelwerk wurde entwickelt und die Bahnen genormt. 1889 nannte er sich um in die lange Zeit geltende Bezeichnung Deutscher Keglerbund (DKB) und seit 1891 führte er Deutsche Meisterschaften durch. Auch in vielen anderen europäischen Staaten und in Nordamerika wurden nationale Kegelverbände gegründet.
1921 ließ der DKB in Deutschland Scherenbahnen zu, 1929 dann schließlich auch Bowlingbahnen. Bereits 1924 entstand in Chemnitz der Deutsche Arbeiter-Keglerbund, der zu seiner Hochzeit nahezu zehntausend Mitglieder vereinte, aber 1933 im Zuge der Gleichschaltung im Nationalsozialismus aufgelöst wurde. Nach dem Zweiten Weltkrieg wurde von den Siegermächten auch der DKB zwangsweise aufgelöst. Er wurde dann am 14. Oktober 1950 neu gegründet und hatte 2017 noch ca. 80.000 Mitglieder, einhergehend mit einer Abnahme des Interesses am Kegeln durch geänderte Freizeitgewohnheiten.

## Verbände
Heute sind die deutschen Sportkegler im Deutschen Kegler- und Bowlingbund (DKB) organisiert, wobei sich dieser nach Bahnarten in vier Disziplinverbände gliedert:
- Deutscher Keglerbund Classic
- Deutscher Bohle Kegler Verband
- Deutscher Schere-Keglerbund
- Deutsche Bowling Union

Des Weiteren gibt es in Deutschland noch die Deutsche Classic-Kegler Union (DCU), die das traditionelle 100/200-Wurf auf Kegelwertung statt Punktwertung anbietet.
In Österreich ist der Österreichische Sportkegel- und Bowling-Verband (ÖSKB), in der Schweiz und in Liechtenstein der Schweizerische Sportkegler-Verband (SSKV) Dachverband aller Sportkegler des Landes.
Daneben existiert die Schweizerische Freie Keglervereinigung (SFKV). In Belgien, das teilweise deutschsprachig ist, haben sich die Sportkegler zum Königlich-Belgischen Keglerverband (KBKV) zusammengefunden, während die Akteure in Italien, zu dem mit Südtirol eine weitere deutschsprachige Region gehört, im Italienischen Sportkeglerverband (ISKV) organisiert sind.
1952 schlossen sich neun nationale Verbände zur Fédération Internationale des Quilleurs (FIQ) zusammen, die alle vier Bahnarten einschließlich Bowling vertritt. 1979 erklärte die 81. Vollversammlung des Internationalen Olympischen Komitees in Montevideo den Kegel- und Bowlingverband für olympiawürdig.

## Technik

### Kegel
Die hölzernen Kegel von einst sind seit langem durch Kunststoffkegel ersetzt.

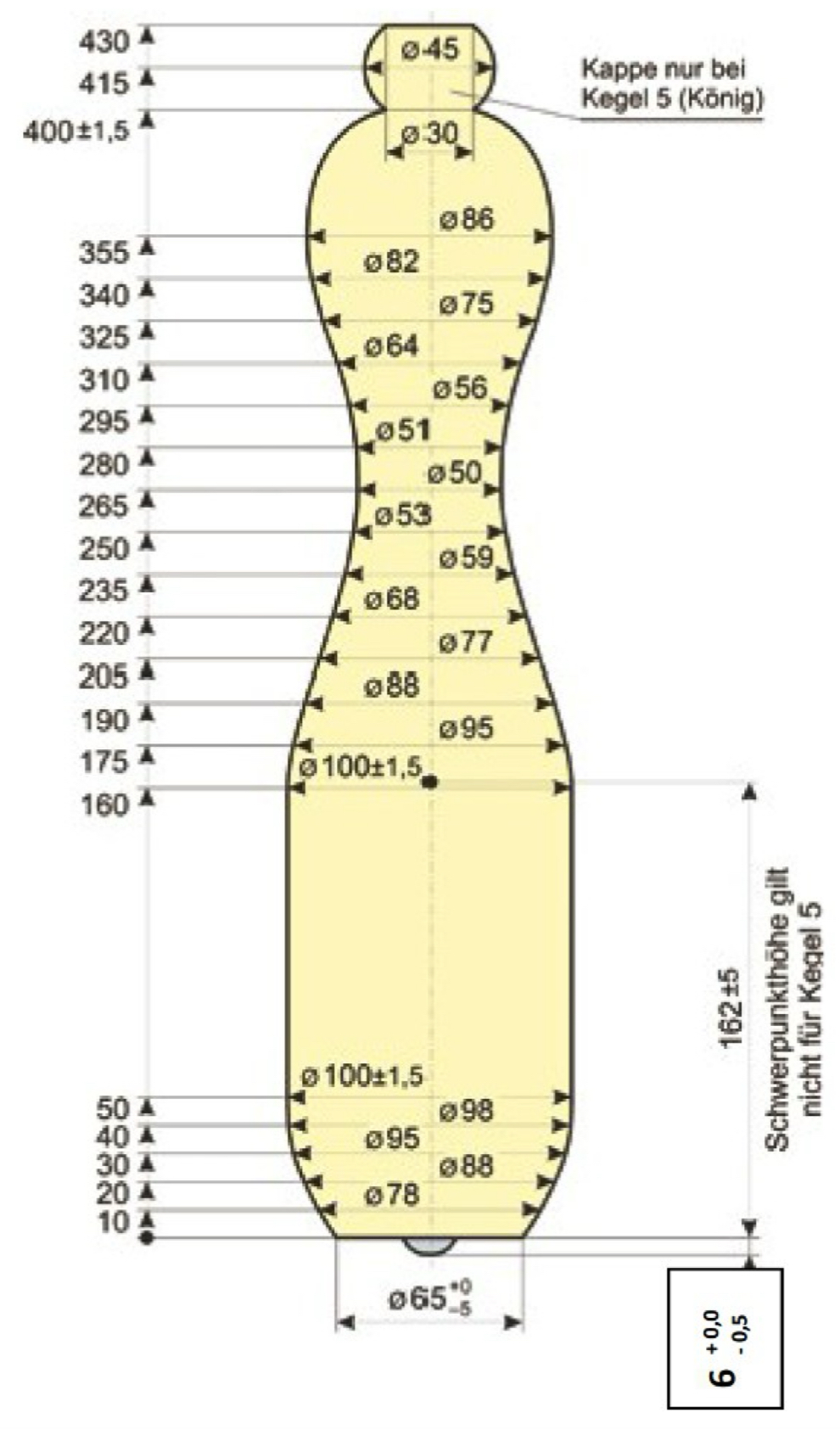
Kegel alter Form

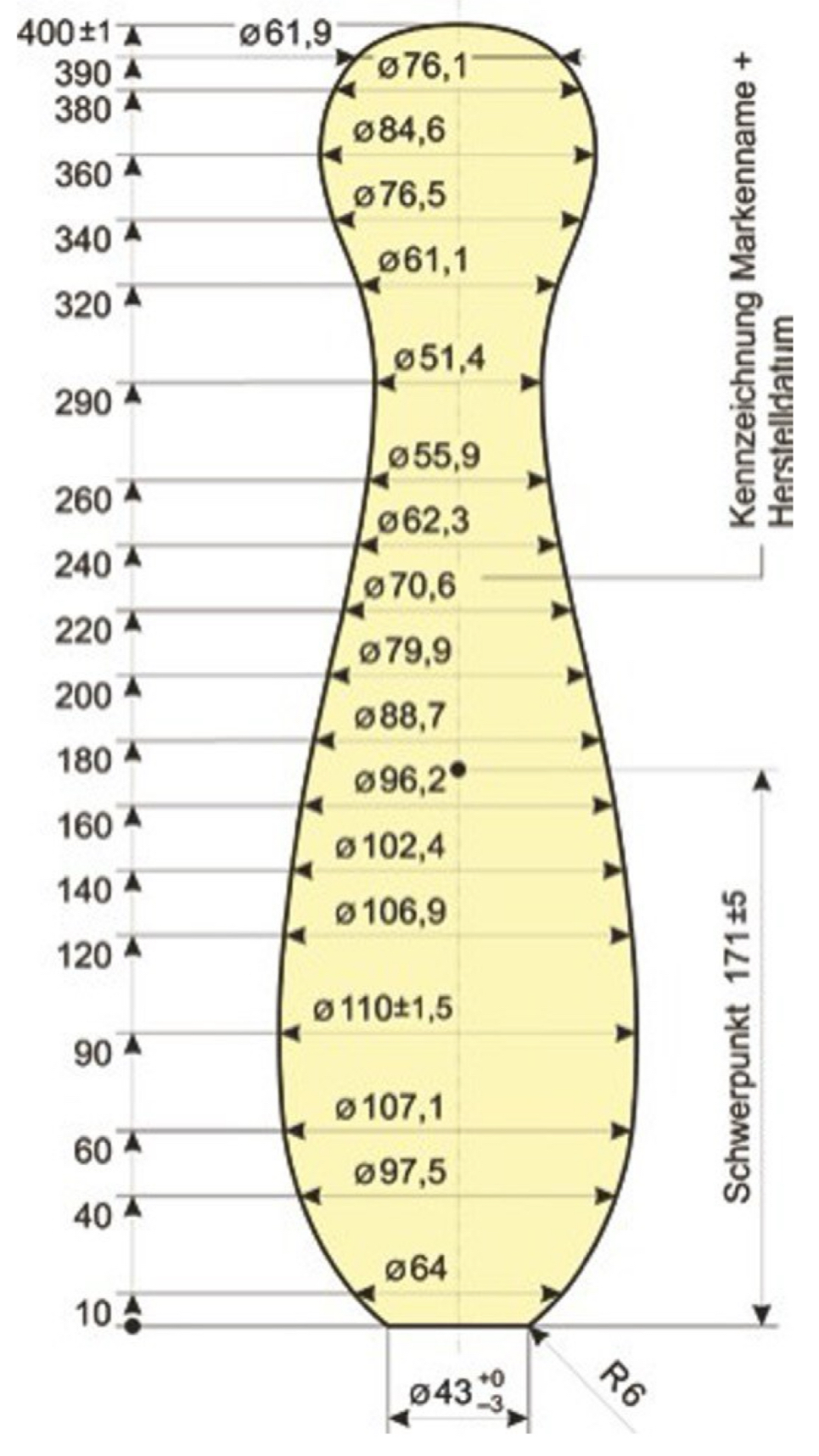
Kegel neuer Form

Auf Bohle- und Scherebahnen wird der gerade geschnittene 2000er-Kegel eingesetzt, wobei der mittlere Kegel, der König, durch eine kleine Kappe oben etwas größer ist als die anderen acht Kegel. Diese Kegelform wird auch oft als Kegel alter Form oder dünne Kegel bezeichnet.
Auf Classicbahnen werden seit einigen Jahren fast ausschließlich die bauchigen Tornado- und Top-Kegel benutzt. Als Vorzüge nennen die Hersteller einen geringeren Verschleiß und höhere Fallergebnisse im Vergleich zur traditionellen Kegelform, insbesondere beim Abräumen. Des Weiteren passieren seltener sogenannte „Durchläufer“ mit der (kleinen) Jugendkugel, bei dem keiner der vorderen fünf Kegel fällt. Diese Kegelform wird auch oft als Kegel neuer Form oder dicke Kegel bezeichnet.

### Kugeln
Kugeln werden heute aus polyesterfreiem Phenolharz (Aramith) hergestellt, welche grundsätzlich keine Löcher für Finger haben. Ihr Standarddurchmesser beträgt 160 Millimeter bei einem Gewicht von ungefähr 2,85 Kilogramm.
Die B-Jugend (11–14 Jahre) spielt deutschlandweit mit 140 Millimeter im Durchmesser großen und 1,9 Kilogramm schweren Kugeln. Auf Classicbahnen spielen Breitensport- und Freizeitkegler auch mit Lochkugeln in unterschiedlichen Größen.

### Kegelbahn

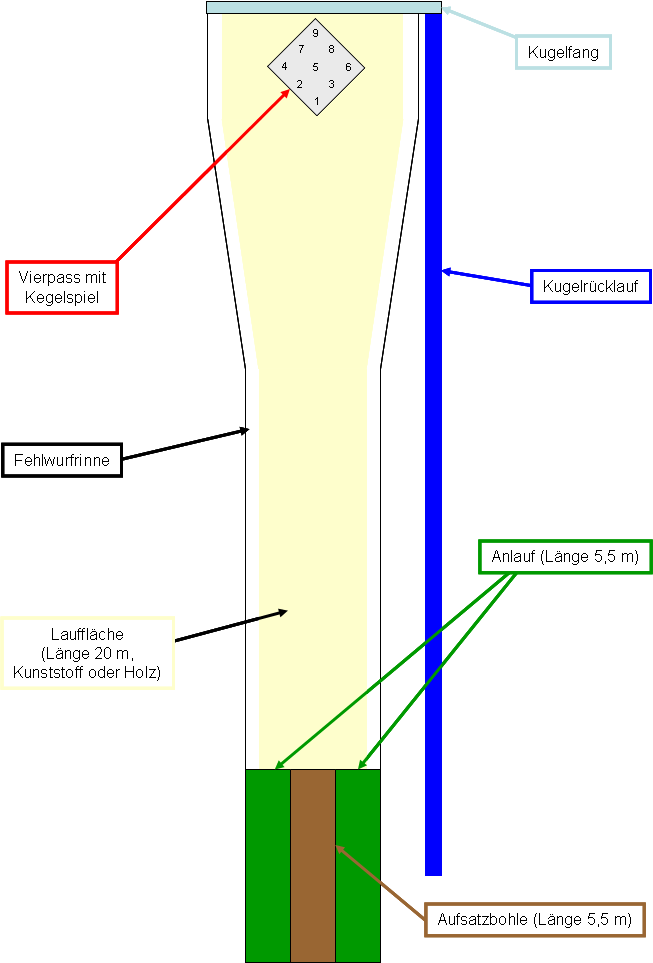
Schematischer Aufbau einer Kegelbahn, nicht maßstabsgetreu

Die Kegelbahn ist der Untergrund für das Kegelspiel. Sie umfasst die Anlauffläche für den Spieler, die Anrollfläche der Kugeln sowie die Positionsfläche der Kegel und ist möglichst eben und schmutzfrei.
Der Kegelsport wird in Deutschland auf vier verschiedenen Bahnarten betrieben: Classic-, Bohle-, Scheren- und Bowlingbahn. Auf jeder dieser Bahnarten, deren Verteilung außer beim bundesweit anzutreffenden Bowling regional unterschiedlich ist, finden eigene Meisterschaften, Ligenspiele, Vereinspokale und Turniere im Rahmen der jeweiligen Sportordnung statt. Darüber hinaus werden alljährlich nach vorheriger Qualifikation über die Länder bundesweit die Deutschen Meisterschaften auf Dreibahnen ausgetragen: Hierbei müssen sich die Sportler nacheinander auf den drei Bahnarten Bohle, Schere und Classic bewähren und dabei die recht unterschiedlichen Kegeltechniken anwenden.

#### Bundeskegelbahn und Klassifizierungen
„Bundeskegelbahn“ ist ein Qualitätssiegel, das die Disziplinverbände des Deutschen Kegler- und Bowlingbundes durch lizenzierte Sachverständige vergeben. Bahnanlagen müssen in Abmessungen, Materialien, Steuerung und so weiter den technischen Vorschriften entsprechen und für einen Turnierbetrieb ausgestattet sein (Umkleidekabinen, Duschen).
Der vage Begriff „Bundeskegelbahn“ wurde in den 1950er- und 1960er-Jahren von Laien geprägt und war keineswegs eine offizielle Bezeichnung. Gemeint war eine Kegelbahn, die den Vorschriften des Deutschen Keglerbundes entsprach. Gastronomiebetriebe warben und werben noch heute mit dieser Bezeichnung für eine Kegelbahn, die vom Hersteller als eine den Vorschriften des Deutschen Kegler- (und Bowling)bundes entsprechende Anlage gebaut wurde. Dabei war und ist nie ganz klar, ob es sich tatsächlich um eine vom DKB abgenommene und für den offiziellen Sportbetrieb freigegebene Anlage handelt.
Der DKBC vergibt jedoch verschiedene Klassifizierungen für Kegelbahnen, je nachdem, welche Anforderungen der WNBA an Technik und Räume sie erfüllen. Diese werden mit einem Buchstaben von A bis D angegeben, dabei ist A die höchste Klassifizierung.
|                                | A-Klassifizierung                                                                         | B-Klassifizierung                                              | C-Klassifizierung                                | D-Klassifizierung                                |
| ------------------------------ | ----------------------------------------------------------------------------------------- | -------------------------------------------------------------- | ------------------------------------------------ | ------------------------------------------------ |
| Zulassungsvoraussetzung für:   | Internationale Wettbewerbe                                                                | Bundesligen                                                    | DKBC-Pokal und oberste Verbandsligen             | weitere darunter-liegende Ligen                  |
| Mindestbahnanzahl              | 4                                                                                         | 4                                                              | 4                                                | 2                                                |
| Mindestlänge des Spielbereichs | 6,50 m                                                                                    | 6,35 m                                                         | 6,00 m                                           | 5,50 m                                           |
| max. Seilzugwiderstand         | 60 g                                                                                      | 60 g                                                           | 80 g bei Bahnen, die vor 1996 geplant wurden     | 80 g bei Bahnen, die vor 1996 geplant wurden     |
| Zuschauerraum                  | mind. 15 m² pro Bahn                                                                      | je nach örtlichen Gegebenheiten                                | je nach örtlichen Gegebenheiten                  | je nach örtlichen Gegebenheiten                  |
| Sanitäre Anlagen               | ausreichend Toiletten für größere Veranstaltungen, Zugang ohne Durchquerung der Umkleiden | Zugang zu zumutbaren Toiletten ohne Durchquerung der Umkleiden | ein WC pro Geschlecht                            | ein WC pro Geschlecht                            |
| Umkleideräume                  | mindestens zwei Kabinen für die Mannschaftsstärke, je mehr Bahnen, desto größer           | zwei Kabinen für mindestens die Mannschaftsstärke              | eine gemeinsame Kabine für die Mannschaftsstärke | eine gemeinsame Kabine für die Mannschaftsstärke |
| Erste Hilfe                    | Sanitätsraum                                                                              | Erste-Hilfe-Bereich mit Sanitätskasten                         | Sanitätskasten                                   | Sanitätskasten                                   |

Weitere Einzelheiten zu den Klassifizierungen können der DKBC-Sportordnung Teil B, Kapitel 6 entnommen werden.

#### Classicbahn (Asphaltbahn)
→ Siehe auch: Kegel-Bundesliga (Classic)
Der Anlauf und die Auflagebohle (Länge 5,5–6,5 m, Breite 0,35 m) bestehen aus Linoleum. Die Kugellauffläche besteht aus Asphalt oder Kunststoff und hat über die gesamte Länge von 19,50 Meter eine Breite von 1,50 Meter. Für einen optimalen Kugellauf muss der Belag vollkommen glatt sein. Die gesamte Lauffläche liegt waagerecht.
Die Asphaltbahn wird überwiegend in Süddeutschland (Baden-Württemberg, Bayern, Süd-Hessen, Pfalz) gespielt sowie in Berlin und allen neuen Bundesländern mit Ausnahme Mecklenburg-Vorpommerns.
International sind Classicbahnen in 19 Ländern verbreitet, neben Deutschland vor allem im übrigen Mitteleuropa (Schweiz, Liechtenstein, Österreich, Ungarn, Tschechien, Slowakei, Polen) sowie in Südosteuropa (den Nachfolgestaaten des ehemaligen Jugoslawien und Rumänien).

#### Bohlebahn
→ Siehe auch: Kegel-Bundesliga (Bohle)
Der Anlauf und die Auflagebohle (Länge 5,50 m, Breite 0,35 m) bestehen aus Linoleum. Die Kugellauffläche besteht aus Holz oder Kunststoff und ist gekehlt. Wie die Scherenbahn hat auch die Bohlebahn eine Gesamtsteigung von zehn Zentimeter vom Beginn der Auflagebohle bis zum Kegelstand. Aufgrund der Maße der Lauffläche (23,50 m Länge und 0,35 m Breite) ist auf der Bohlenbahn Abräumen nicht möglich und es kann nur in die Vollen gespielt werden.
Auf Bohlebahnen wird hauptsächlich in Norddeutschland (Niedersachsen, Bremen, Hamburg, Schleswig-Holstein, Mecklenburg-Vorpommern) gespielt sowie in Berlin, Brandenburg, Sachsen-Anhalt, Nordhessen und Westfalen.
Darüber hinaus ist das Kegeln auf der Bohlebahn international in Dänemark, Polen und Namibia verbreitet.

#### Scherenbahn
→ Siehe auch: Kegel-Bundesliga (Schere)
Der Anlauf und die Auflagebohle (Länge 5,50 m, Breite 0,35 m) bestehen aus Linoleum. Bei Kunststoffbahnen ist die Aufsatzbohle auch sehr oft aus Kunststoff. Die Kugellauffläche besteht aus Holz oder Kunststoff und ist gekehlt (3,6 mm–4,0 mm). Die Bahn hat eine Gesamtsteigung von zehn Zentimeter vom Beginn der Auflagebohle bis zum Kegelstand. Die Lauffläche hat von der Aufsatzbohle bis zur Schere auf einer Länge von 9,50 Meter eine Breite von 35 Zentimeter und verbreitert sich dann auf einer Länge von 8,50 Meter scherenartig bis auf 1,25 Meter beim Kegelstand.
Scherenbahnen sind im Rheinland (Nordrhein-Westfalen, Rheinland-Pfalz), im Saarland sowie im südlichen Niedersachsen und in Hessen verbreitet.
Außerhalb Deutschlands wird in Westeuropa auf Scherenbahnen gekegelt, vor allem im Benelux (Niederlande, Belgien, Luxemburg) und in Frankreich, sowie in Italien und Brasilien.

#### Bowlingbahn
Die Bowlingbahn ist von den oben genannten Kegelbahnen völlig verschieden. Sie besteht aus lackiertem Holz oder aus Kunststoff. Sie wird regelmäßig mit einem dünnen Ölfilm überzogen. Das letzte Drittel der Bahn ist trocken. Bei einem Hakenball sorgt das Öl dafür, dass die Seitenrotation erst kurz vor den Pins Wirkung zeigt. Statt neun Kegeln im Vierpass werden zehn Pins in einem gleichseitigen Dreieck aufgestellt.

### Kegelstellmaschine

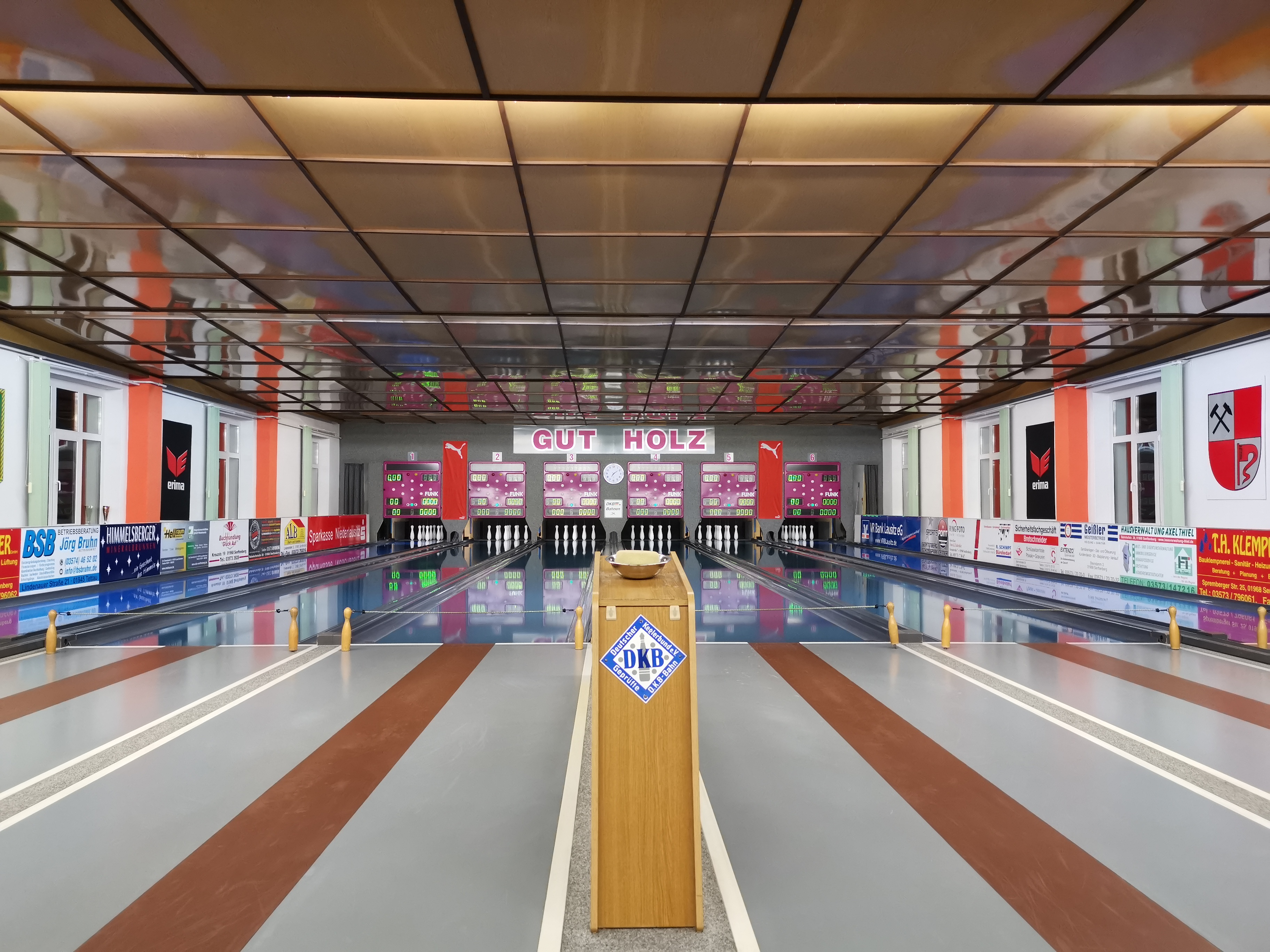
Eine moderne Variante der Kegelbahn, vollelektronisch

Die Kegelstellmaschine sorgt für das Aufrichten der umgeworfenen Kegel für den nächsten Wurf. Die ersten vollautomatischen Kegelstellmaschinen wurden am 25. März 1956 in Deutschland in Betrieb genommen. Während anfangs noch die einzelnen mechanischen Arbeitsschritte per Knopfdruck ausgeführt werden mussten, übernehmen heute computergesteuerte Anlagen den kompletten Spielablauf vom Aufstellen der Kegel bis zum Zählen der Punkte. Die Übertrittsanzeige erfolgt per Lichtschranke. Die Kegel werden an Seilen hochgezogen und – nach dem „Auspendeln“ – wieder abgestellt.
Beim Bowling werden die Pins von einem „Rechen“ in eine Grube am Bahnende geschoben und durch eine Förderanlage in den Pinsetter befördert, die sie wieder auf der Bahn abstellt. Diese Lösung ist technisch komplexer, vermeidet jedoch das Problem des Verhedderns der Seile. Allerdings gibt es hier öfter Probleme, da diese Maschine aus deutlich mehr Komponenten besteht als ein Kegelstellautomat mit Seilen. Außerdem können sich die Pins verkanten und somit die Zurückfuhr der Bowlingbälle verhindern. Seit ein paar Jahren benutzen immer mehr Bowlingcenter Stellautomaten mit Seilen, was vor allem bei professionellen Bowlern zu Kritik führte.

## Sportkegeln

### Sportkegeln in der Sektion Classic

#### Allgemeines
Sportkegeln wird als Einzel- und Mannschaftssportart betrieben. Eine Mannschaft besteht aus sechs, in manchen unteren Klassen auch aus vier Spielern. Außerdem werden Paar- und Mixed-Wettbewerbe abgehalten. Neu dazugekommen sind Tandem- und Sprintwettbewerbe, die im K.-o.-System gespielt werden. Insgesamt gibt es rund 115.000 Classic-Kegler weltweit, davon etwa 82.000 in Deutschland.
Der Spielbetrieb des Deutschen Keglerbundes Classic findet in folgenden Ligen statt: 1. Bundesliga – 2. Bundesligen (unterteilt in Mitte, Ost und Süd)  – Verbandsligen – Landesligen/Regionalligen (meistens zwei Regierungsbezirke zu einer Liga zusammengeschlossen) – Bezirksligen – Kreisligen – Kreisklassen.
Siehe auch Kegel-Bundesliga (Classic)
Deutsche Einzelmeisterschaften werden in allen Altersklassen jährlich durchgeführt. Hierfür müssen sich die Einzelspieler über Kreis-, Regional- und Landesmeisterschaften qualifizieren. Bei den Deutschen Jugendmeisterschaften wird zusätzlich in den Altersklassen U14 und U18 ein Mannschaftswettbewerb ausgetragen, für den sich die besten Mannschaften der jeweiligen Jugend-Verbandsligen qualifizieren.

#### Breitensport
Seit 2006 sind im DKBC neben Sportkeglern auch Breitensportkegler organisiert. Sie sind im Freizeitsport anzusiedeln, bestreiten aber regelmäßig Wettbewerbe auf zumeist regionaler Ebene. Breitensportkegler spielen neben der Vollkugel auch Lochkugeln. Die Wurfzahl pro Spiel beträgt 100.
Die Vereinigung Bayerischer Freizeitkegler (VBFK) richtet jährlich Meisterschaften vieler Altersklassen und den Bayernpokal mit über 120 teilnehmenden Mannschaften aus. 2007 veranstaltete die Europäische Breitensport-Freizeitkegel-Union (EBFU) die erste Europameisterschaft, 2008 folgte ein Europapokal-Wettbewerb.

#### Wettkampfkegeln

##### Deutschland: 100/200 Wurf kombiniert
Dieses Spielsystem findet heute nur noch im Breitensportkegeln Anwendung.
In den Damen- und in den unteren Herrenklassen werden pro Spieler 100 Wurf über zwei Bahnen gespielt; die Herren spielen ab der Bezirksliga 200 Wurf über vier Bahnen. Jeder Spieler absolviert pro Bahn 50 Wurf kombiniert (d. h. 25 Wurf in die Vollen und 25 Wurf Abräumen). Die Spielergebnisse von allen sechs beziehungsweise vier Spielern werden zusammengezählt und dem Gegner gegenübergestellt. Gewonnen hat jene Mannschaft, die mehr Holz erzielt hat. Kegelgleichstand bedeutet unentschieden.
Seit der Saison 2014/15 werden in Deutschland 120 Wurf nach dem internationalen System gespielt, also 15 Wurf Volle und 15 Wurf Abräumen auf jeder Bahn, danach erfolgt Bahnwechsel, bis jeder Kegler auf vier Bahnen gespielt hat.

##### International: 120 Wurf kombiniert
In den meisten europäischen Ländern und bei internationalen Wettbewerben (Weltmeisterschaften, Europapokal, Einzelweltpokal und so weiter) werden bei Damen und Herren aller Altersklassen 120 Wurf kombiniert (30 Wurf je Bahn, davon 15 Wurf Volle, 15 Wurf Abräumen) über vier Bahnen mit sechs Spielern pro Mannschaft absolviert.
Nach dem Gesamtholzergebnis einer Mannschaft werden zwei Wertungspunkte vergeben; sechs weitere Wertungspunkte werden in den direkten Duellen der Spieler vergeben: In jedem Durchgang (30 Wurf) wird ein Satzpunkt ausgespielt. Bei Kegelgleichheit gibt es einen halben Punkt für jeden Spieler. Danach wird die Bahn gewechselt. Nach vier Durchgängen bekommt der Spieler mit mehr Satzpunkten einen Mannschaftspunkt. Bei Satzgleichstand 2:2 bekommt der Spieler mit der höheren Kegelanzahl den Mannschaftspunkt. Ist bei Satzgleichstand auch die Kegelanzahl gleich, so bekommt jeder Spieler einen halben Mannschaftspunkt. Am Ende des Kampfes werden die Mannschaftspunkte (sechs Spieler + Mannschaftsergebnis) zusammengezählt. Insgesamt werden acht Mannschaftspunkte ausgespielt. Es ist daher ein Sieg von 8:0 bis 4,5:3,5 sowie ein Unentschieden bei 4:4 Mannschaftspunkten möglich. In der Tabelle bekommt der Sieger zwei Punkte, bei Unentschieden beide Mannschaften einen Punkt, der Verlierer null Punkte. Als zweite Wertung bei Punktegleichstand (Torverhältnis) werden auch die Mannschaftspunkte und die Satzpunkte in die Tabelle eingetragen.
Durch die Einführung der 120 Wurf wollte man ein einheitliches Spielsystem einführen, das von allen Sportkeglern in allen Altersklassen gespielt wird. Durch die Punktwertung sollte außerdem die Spannung erhöht werden, da in jedem Durchgang eine Entscheidung fällt.
Der Weltverband der Classic-Kegler (NBC) bemüht sich trotz beachtlicher Widerstände, dieses System auch in Deutschland durchzusetzen. Da sich der Deutsche Keglerbund Classic gegen einen Eingriff in die nationale Hoheit wehrt, war Deutschland mehrfach international gesperrt. Im Februar 2007 wurde vor einem Gericht in Wien ein Vergleich geschlossen, der besagt, dass die deutschen Kegler nach ihrem traditionellen System spielen dürfen, jedoch Play-offs nach internationalem System spielen müssen, um bei internationalen Pokalwettbewerben startberechtigt zu sein. Entsprechend ist die 1. Bundesliga der Damen und Herren umgestaltet worden.
Als einer der ersten Landesverbände hat der Verband Württemberg in der Sektion Classic zur Spielrunde 2010/2011 das neue Spielsystem eingeführt. Seit der Saison 2014/2015 wird in allen Landesverbänden des DKBC und in allen Bundesligen nach dem internationalen 120-Wurf-System gespielt. Ausnahmen bilden Ligen der Deutschen Classic-Kegler Union, die neben dem größeren Deutschen Keglerbund Classic als Alternative zum 120-Wurf-System auf dem alten deutschen 100/200-Wurf-System basiert.

### Sportkegeln in der Sektion Schere

#### 120 Wurf kombiniert
Sportkegeln in der Sektion Schere setzt sich aus zwei Spielvarianten, dem Spiel in die Vollen und dem Abräumen, zusammen.
- Beim Spiel in die Vollen spielt ein Sportler bei jedem Wurf auf ein komplettes Kegelspiel, auch Bild genannt. Gewertet wird bei fester Wurfzahl die Zahl der abgespielten Kegel.
- Demgegenüber muss ein Spieler beim Abräumspiel solange auf die Kegel spielen, bis alle abgespielt worden sind. Lediglich der Mittelkegel, König genannt, darf stehen bleiben (Kranz), allerdings werden auch nur die 8 gefallenen Kegel gewertet.

Es herrscht Gassenzwang. Auf den ungeraden Bahnen wird mit der linken Gasse Volle, auf den geraden mit der rechten Gasse Volle begonnen. Nach 15 Wurf folgt dann das Abräumen in die andere Gasse. Sowohl das Spiel in die Vollen als auch das Abräumspiel sind sehr variantenreich, da keine Scherenbahn präzise der nächsten gleicht. Beispielsweise weist jede Bahn aufgrund von Material- und Schliffunterschieden eine andere Kehlung auf. Der Kegler ist gezwungen, sich bei wechselnden Kegelbahnen immer wieder an die besonderen Verhältnisse der Kegelbahn anzupassen, um möglichst viele Kegel abzuspielen.
Gespielt werden im Wettkampfbetrieb ab dem 14. Lebensjahr 120 Wurf kombiniert (die 120 Wurf Regelung wurde in der Saison 1996/97 eingeführt). Dies bedeutet, dass auf jeder Bahn 30 Kugeln geworfen werden, davon sind jeweils 15 Volle und 15 Abräumen. Bei dieser Spielpraxis gilt 700 landläufig als Schnitt, in höheren Klassen ist ein persönlicher Schnitt von 800 und mehr erforderlich. In der Bundesliga werden oftmals 900, selten auch über 1000 Holz geworfen.
Der aktuelle Rekord des Weltverband der Schere-Kegler (NBS), erzielt bei Welt- oder Europameisterschaften, liegt bei den Herren bei 991 Holz (Daniel Mittelstädt, EM 2009 Oberthal) und bei den Damen bei 979 Holz (Bianca Mayer, WM 2007 Oberthal). Die deutschen Rekorde liegen zurzeit bei den Herren bei 984 Holz (Jürgen Wagner, DM 2007 Oberthal) und bei den Damen bei 963 Holz (Jasmin Thon, DM 2009 Düsseldorf).
In der 1. Bundesliga wurden aber schon über 1000 Holz erreicht.
Bei den Herren stellte Holger Mayer vom Verein KF Oberthal am 4. September 2010 auf der heimischen Anlage mit 1029 Holz eine neue Bestleistung auf.

### Ergebnisse, Holzzahlen
Die Ergebnisse (Kegelsumme oder auch Holzzahl, da ein gefallener/umgeworfener Kegel als ein Holz gerechnet wird) im Kegeln hängen von vielen Faktoren ab, auf die sich ein (Sport)kegler einzustellen hat. Die wesentlichen Faktoren sind: die Kegelform (tatsächlich hat sich herausgestellt, dass durch den Top-Kegel im Allgemeinen bessere Zahlen möglich sind), die Bahnpflege (durch das Aufbringen von Gleitmitteln gemäß Reglement kann das Schlagverhalten maßgeblich verbessert werden), der Kugel-Lauf (Linie, Drall) und so weiter. Entscheidend ist daher, wie gut sich ein Spieler auf eine Kegelbahn einstellen kann.
Am Ende eines Spiels erreicht ein durchschnittlicher Spieler auf 120 Wurf etwa 500–650 Holz auf Classicbahnen. Spitzenspieler der Bundesliga erreichen auf 200 Wurf durchschnittlich 1000 Kegel auf Classicbahnen. Auf Classicbahnen weichen Einzelergebnisse deutlich stärker von einem Durchschnittswert ab, als das auf Bohlebahnen der Fall ist.
Auf Bohlebahnen sollte ein Sportkegler durchschnittlich sieben Holz pro Wurf spielen, auf Scherebahnen ebenfalls sieben Holz und auf Classicbahnen fünf Holz. Alle darunter liegende Holz werden absteigend als Minuswerte und alle darüber liegenden aufsteigend als Pluswerte gewertet. Es wird hierbei von unkombinierten Spielen ausgegangen.

## Freizeitkegeln
Beim Hobbykegeln stehen nicht sportliche Betätigung und Wettkampf im Mittelpunkt, sondern Geselligkeit und Spaß. Vielerorts haben sich Menschen zu Freizeit-Kegelklubs zusammengefunden. Zumeist wird eines oder mehrere aus der Vielzahl von Kegelspielen gespielt. Meist ist das Ziel, mit einem Wurf (Schub) die größtmögliche Anzahl von Kegeln umzuwerfen. Abweichend von dieser Regel ist es in Varianten des Spiels das Ziel, bestimmte Konstellationen von Kegeln (Kegelbilder) zu werfen. Bestimmte Würfe wie Fehlwürfe (Nullwürfe), „Klingel“ („Kranz-Acht“, Neunerwurf), „verpasster Einsatz“ und so weiter werden mit Geldstrafen belegt, um so Treffen und Ausflüge zu finanzieren. Kegelausflüge stehen im Ruf, feuchtfröhlich und ausgelassen zu sein.

## Kegelspezifische Begriffe
- Gut Holz: üblicher Gruß unter Sportkeglern und Sportkeglerinnen
- Ratte: Im Französischen das Verb rater (= verfehlen, versagen, misslingen) und das Substantiv raté (= Versager).[8]
- Pudel: Im Mittel- und Niederdeutschen puddeln (= „im Wasser plätschern“ oder auch „nass werden“). Im Englischen puddle (= „Pfütze“ als Substantiv bzw. als Verb „(in Pfützen) herumplanschen“). Da beim Fehlwurf die Kugel in der Gosse landet (die Kegelbahnen befanden sich früher im Freien), wird sie „pudelnass“.
- Ratze: Wohl Kurzform von „Ratzefummel“ (in der Schülersprache für Radiergummi) oder „ratzekahl“ – verbliebene Kegel im Modus „Räumer“ wurden allesamt „Abgeräumt“ (es steht kein Kegel mehr)
- Abwurf: Erklärt sich selbst.
- Anwurf: Erster Wurf auf das gesamte Bild (alle 9 Kegel) beim Abräumen
- Volle: Modus, in welchem nach jedem gespielten Wurf alle 9 Kegel wieder runter kommen (man spielt in die Vollen = man spielt auf alle neun Kegel).
- Abräumer: Modus, in welchem man so lange auf ein Bild spielt, bis man alle neun Kegel „Abgeräumt“ hat.

## Kegeljungen

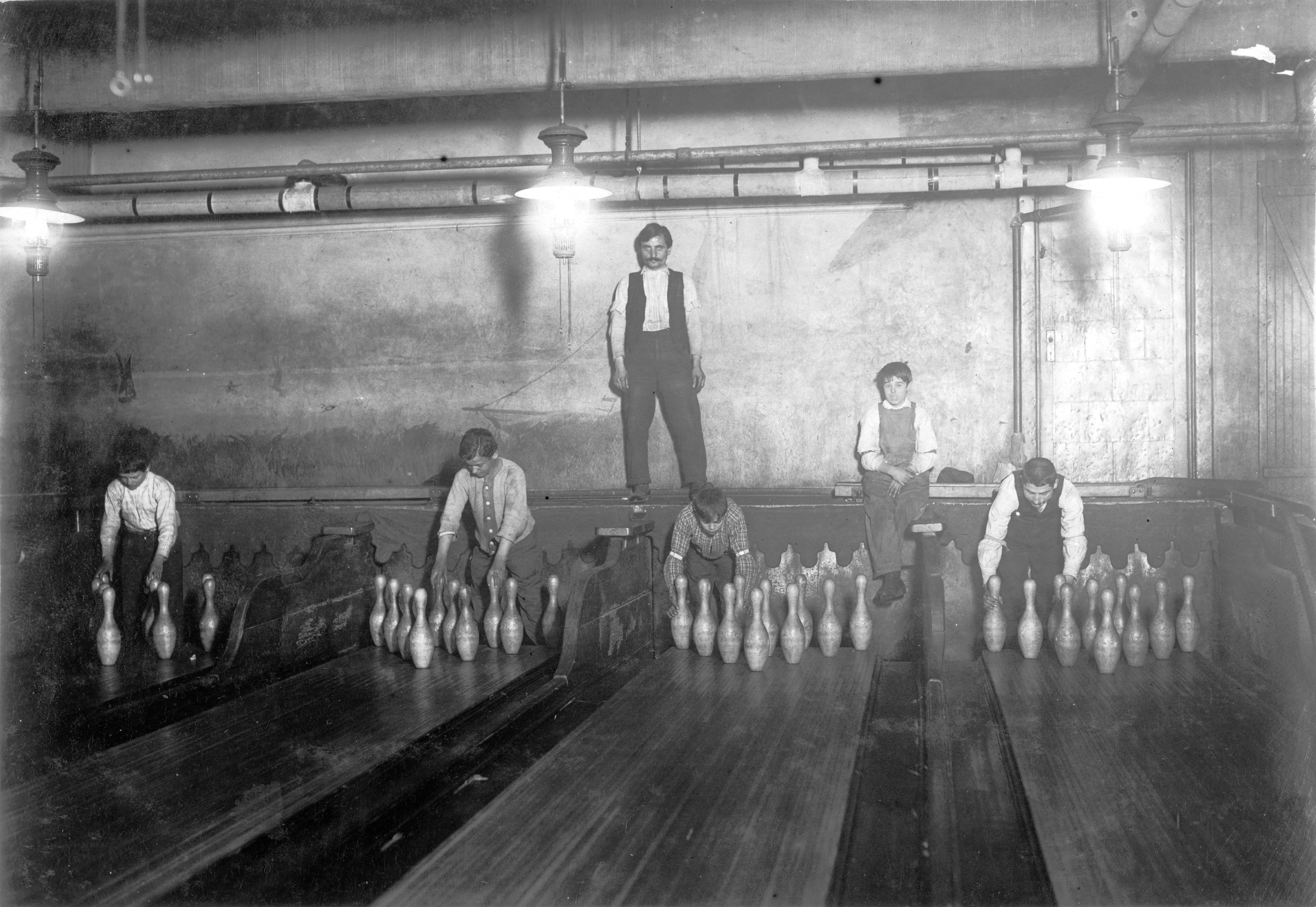
Kegeljungen auf einer Bowlingbahn, um 1910

Bis in die 1980er-Jahre hinein stellten „Kegeljungen“ (oder Kegelbuben) die Kegel auf und rollten die Kugel zurück. Nach Darstellung des Schriftstellers Karl May sei er selbst 1854 Kegeljunge gewesen, und das Kegeln habe am Sonntag gleich nach der Kirche begonnen und bis zur späten Abendstunde gedauert, am Markttag auch bis Mitternacht. Es habe zu essen gegeben und Bierreste zu trinken, manchmal auch einen Schnaps, dazu einen guten Stundenlohn und Zusatzbeiträge bei Ehrenrunden. Die teilweise derben Gespräche seien durch den wie ein Hörrohr wirkenden „Kegelschub“ auch am Ende der Bahn verständlich gewesen. Beim Kegeln will er auch die ersten Heimkehrer aus der Neuen Welt getroffen haben, die ihm von den Vereinigten Staaten erzählten.

## Variationen
Das Platzbahnkegeln ist eine regionale Sonderform des Kegelns, bei der die Kugel auf althergebrachte Weise geworfen wird anstatt gerollt. Es findet üblicherweise im Freien statt und kommt als Wettkampfsport nur im Mansfelder Land im südlichen Sachsen-Anhalt vor. Dort werden seit 1964 Meisterschaften ausgetragen. Da es in der DDR nicht möglich war, einen eigenständigen Verband zu gründen, waren die Platzbahnkegler den „Langbahnkeglern“ (Asphaltbahn) zugeordnet.
Auch das Picken ist eine regionale Sonderform des Kegelns, die im Freien ausgeübt und bei der ein Holz auf althergebrachte Weise geworfen wird. Es war vor allem im Bergischen Land und im Sauerland verbreitet, einen Pickverein gibt es heute jedoch nur noch in Wuppertal-Cronenberg.
Spiele, bei denen Kegel in einer kleinen, üblicherweise auf einem Tisch postierten Arena mit einer Kugel oder einem Kreisel umgeworfen werden, werden als Tischkegelspiele bezeichnet.